# Seven Femenino de Australia 2023
El Seven Femenino de Australia 2023 fue el cuarto torneo de la Serie Mundial Femenina de Rugby 7 2022-23.
Se disputó en la instalaciones del Sydney Football Stadium de Sídney, Australia.

## Formato
El torneo se disputó en un fin de semana, a lo largo de dos días. Participaron 12 equipos: los 11 de estatus permanente y otro invitado.
Se dividieron en tres grupos de cuatro equipos, donde cada uno de estos jugó un partido ante sus rivales de grupo. Cada victoria otorgó 3 puntos, cada empate 2 y cada derrota 1.
Los dos equipos con más puntos en cada grupo y los dos mejores terceros avanzaron a cuartos de final de la Copa de Oro. Los cuatro ganadores avanzaron a semifinales de la Copa de Oro, y los cuatro perdedores a semifinales del quinto puesto.
En tanto, los restantes cuatro equipos de la fase de grupos avanzaron a semifinales de la challenge trophy.

## Fase de grupos
|  | Avanzan a cuartos de final. |

### Grupo A
| Pos | Países             | Partidos | Partidos | Partidos | Tantos | Tantos | Tantos | Pts |
| Pos | Países             | G        | E        | P        | PF     | PC     | DP     | Pts |
| --- | ------------------ | -------- | -------- | -------- | ------ | ------ | ------ | --- |
| 1   | Nueva Zelanda      | 3        | 0        | 0        | 104    | 26     | +78    | 9   |
| 2   | Francia            | 2        | 0        | 1        | 79     | 41     | +38    | 7   |
| 3   | Japón              | 1        | 0        | 2        | 72     | 51     | +21    | 5   |
| 4   | Papúa Nueva Guinea | 0        | 0        | 3        | 7      | 144    | -137   | 3   |

| 27 de enero | Nueva Zelanda | 48 - 0 | Papúa Nueva Guinea |  |  |

| 27 de enero | Japón | 5 - 24 | Francia |  |  |

| 27 de enero | Japón | 55 - 0 | Papúa Nueva Guinea |  |  |

| 27 de enero | Nueva Zelanda | 29 - 14 | Francia |  |  |

| 28 de enero | Francia | 41 - 7 | Papúa Nueva Guinea |  |  |

| 28 de enero | Nueva Zelanda | 27 - 12 | Japón |  |  |

### Grupo B
| Pos | Países         | Partidos | Partidos | Partidos | Tantos | Tantos | Tantos | Pts |
| Pos | Países         | G        | E        | P        | PF     | PC     | DP     | Pts |
| --- | -------------- | -------- | -------- | -------- | ------ | ------ | ------ | --- |
| 1   | Gran Bretaña   | 2        | 0        | 1        | 46     | 22     | +24    | 7   |
| 2   | Fiyi           | 2        | 0        | 1        | 56     | 38     | +18    | 7   |
| 3   | Estados Unidos | 2        | 0        | 1        | 40     | 39     | +1     | 7   |
| 4   | Canadá         | 0        | 0        | 3        | 24     | 67     | -43    | 3   |

| 27 de enero | Fiyi | 5 - 17 | Gran Bretaña |  |  |

| 27 de enero | Estados Unidos | 14 - 12 | Canadá |  |  |

| 27 de enero | Gran Bretaña | 19 - 5 | Canadá |  |  |

| 27 de enero | Estados Unidos | 14 - 17 | Fiyi |  |  |

| 28 de enero | Fiyi | 34 - 7 | Canadá |  |  |

| 28 de enero | Estados Unidos | 12 - 10 | Gran Bretaña |  |  |

### Grupo C
| Pos | Países    | Partidos | Partidos | Partidos | Tantos | Tantos | Tantos | Pts |
| Pos | Países    | G        | E        | P        | PF     | PC     | DP     | Pts |
| --- | --------- | -------- | -------- | -------- | ------ | ------ | ------ | --- |
| 1   | Australia | 3        | 0        | 0        | 107    | 19     | +88    | 9   |
| 2   | Irlanda   | 2        | 0        | 1        | 47     | 67     | -20    | 7   |
| 3   | Brasil    | 1        | 0        | 2        | 55     | 59     | -4     | 5   |
| 4   | España    | 0        | 0        | 3        | 17     | 91     | -74    | 3   |

| 27 de enero | Irlanda | 14 - 12 | España |  |  |

| 27 de enero | Australia | 28 - 12 | Brasil |  |  |

| 27 de enero | Irlanda | 26 - 12 | Brasil |  |  |

| 27 de enero | Australia | 46 - 0 | España |  |  |

| 28 de enero | España | 5 - 31 | Brasil |  |  |

| 28 de enero | Australia | 43 - 7 | Irlanda |  |  |

## Fase final

### Definición 9° puesto
|  | Semifinal          | Semifinal          | Semifinal |        |        | 9° puesto          | 9° puesto          | 9° puesto  |  |
|  |                    |                    |           |        |        |                    |                    |            |  |
|  |                    |                    |           |        |        |                    |                    |            |  |
|  | Brasil             | Brasil             | 41        |        |        |                    |                    |            |  |
|  | Brasil             | Brasil             | 41        |        |        |                    |                    |            |  |
|  | Papúa Nueva Guinea | Papúa Nueva Guinea | 0         |        |        |                    |                    |            |  |
|  | Papúa Nueva Guinea | Papúa Nueva Guinea | 0         |        | Brasil | Brasil             | 21                 |            |  |
|  |                    |                    |           |        | Brasil | Brasil             | 21                 |            |  |
|  |                    |                    | Canadá    | Canadá | 24     |                    |                    |            |  |
|  | Canadá             | Canadá             | Canadá    | Canadá | 24     | 27                 |                    |            |  |
|  | Canadá             | Canadá             |           |        |        | 27                 |                    |            |  |
|  | España             | España             | 10        |        |        | 11° puesto         | 11° puesto         | 11° puesto |  |
|  | España             | España             | 10        |        |        | 11° puesto         | 11° puesto         | 11° puesto |  |
|  |                    |                    |           |        |        |                    |                    |            |  |
|  |                    |                    |           |        |        | Papúa Nueva Guinea | Papúa Nueva Guinea | 0          |  |
|  |                    |                    |           |        |        | Papúa Nueva Guinea | Papúa Nueva Guinea | 0          |  |
|  |                    |                    |           |        |        | España             | España             | 29         |  |
|  |                    |                    |           |        |        | España             | España             | 29         |  |
|  |                    |                    |           |        |        |                    |                    |            |  |

### Definición 5° puesto
|  | Semifinal    | Semifinal    | Semifinal |      |           | 5° puesto    | 5° puesto    | 5° puesto |  |
|  |              |              |           |      |           |              |              |           |  |
|  |              |              |           |      |           |              |              |           |  |
|  | Gran Bretaña | Gran Bretaña | 0         |      |           |              |              |           |  |
|  | Gran Bretaña | Gran Bretaña | 0         |      |           |              |              |           |  |
|  | Australia    | Australia    | 19        |      |           |              |              |           |  |
|  | Australia    | Australia    | 19        |      | Australia | Australia    | 36           |           |  |
|  |              |              |           |      | Australia | Australia    | 36           |           |  |
|  |              |              | Fiyi      | Fiyi | 12        |              |              |           |  |
|  | Fiyi         | Fiyi         | Fiyi      | Fiyi | 12        | 40           |              |           |  |
|  | Fiyi         | Fiyi         |           |      |           | 40           |              |           |  |
|  | Japón        | Japón        | 7         |      |           | 7° puesto    | 7° puesto    | 7° puesto |  |
|  | Japón        | Japón        | 7         |      |           | 7° puesto    | 7° puesto    | 7° puesto |  |
|  |              |              |           |      |           |              |              |           |  |
|  |              |              |           |      |           | Gran Bretaña | Gran Bretaña | 21        |  |
|  |              |              |           |      |           | Gran Bretaña | Gran Bretaña | 21        |  |
|  |              |              |           |      |           | Japón        | Japón        | 5         |  |
|  |              |              |           |      |           | Japón        | Japón        | 5         |  |
|  |              |              |           |      |           |              |              |           |  |

### Copa de oro
|  | Cuartos de final | Cuartos de final | Cuartos de final |               |                | Semifinales    | Semifinales | Semifinales |                |                | Copa         | Copa         | Copa |  |
|  |                  |                  |                  |               |                |                |             |             |                |                |              |              |      |  |
|  |                  |                  |                  |               |                |                |             |             |                |                |              |              |      |  |
|  | Gran Bretaña     | Gran Bretaña     | 5                |               |                |                |             |             |                |                |              |              |      |  |
|  | Gran Bretaña     | Gran Bretaña     | 5                |               |                |                |             |             |                |                |              |              |      |  |
|  | Estados Unidos   | Estados Unidos   | 10               |               |                |                |             |             |                |                |              |              |      |  |
|  | Estados Unidos   | Estados Unidos   | 10               |               | Estados Unidos | Estados Unidos | 7           |             |                |                |              |              |      |  |
|  |                  |                  |                  |               | Estados Unidos | Estados Unidos | 7           |             |                |                |              |              |      |  |
|  |                  |                  | Francia          | Francia       | 20             |                |             |             |                |                |              |              |      |  |
|  | Australia        | Australia        | Francia          | Francia       | 20             | 5              |             |             |                |                |              |              |      |  |
|  | Australia        | Australia        |                  |               |                |                |             |             |                |                |              |              |      |  |
|  | Francia          | Francia          | 10               |               |                |                |             |             |                |                |              |              |      |  |
|  | Francia          | Francia          | 10               |               |                |                |             |             |                | Francia        | Francia      | 0            |      |  |
|  |                  |                  |                  |               |                |                |             |             |                | Francia        | Francia      | 0            |      |  |
|  |                  |                  | Nueva Zelanda    | Nueva Zelanda | 35             |                |             |             |                |                |              |              |      |  |
|  | Fiyi             | Fiyi             | Nueva Zelanda    | Nueva Zelanda | 35             | 12             |             |             |                |                |              |              |      |  |
|  | Fiyi             | Fiyi             |                  |               |                |                |             |             |                |                |              |              |      |  |
|  | Irlanda          | Irlanda          | 26               |               |                |                |             |             |                |                |              |              |      |  |
|  | Irlanda          | Irlanda          | 26               |               | Irlanda        | Irlanda        | 0           |             |                | Tercer lugar   | Tercer lugar | Tercer lugar |      |  |
|  |                  |                  |                  |               | Irlanda        | Irlanda        | 0           |             |                | Tercer lugar   | Tercer lugar | Tercer lugar |      |  |
|  |                  |                  | Nueva Zelanda    | Nueva Zelanda | 41             |                |             |             |                |                |              |              |      |  |
|  | Nueva Zelanda    | Nueva Zelanda    | Nueva Zelanda    | Nueva Zelanda | 41             | 33             |             |             | Estados Unidos | Estados Unidos | 12           |              |      |  |
|  | Nueva Zelanda    | Nueva Zelanda    |                  |               |                |                |             |             | Estados Unidos | Estados Unidos | 12           |              |      |  |
|  | Japón            | Japón            | 0                |               |                |                |             |             |                |                | Irlanda      | Irlanda      | 5    |  |
|  | Japón            | Japón            | 0                |               |                |                |             |             |                |                | Irlanda      | Irlanda      | 5    |  |
|  |                  |                  |                  |               |                |                |             |             |                |                |              |              |      |  |

| Bandera de Nueva Zelanda |
| Campeón Nueva Zelanda    |
| 3º título del circuito   |